# Sylvain Rémy
Sylvan Rémy (15 novembre 1980) è un ex calciatore beninese, di ruolo difensore.

## Carriera

### Club
Nella stagione 2003-2004 ha fatto parte della rosa del Clermont Foot, club della seconda divisione francese.

### Nazionale
Ha debuttato in nazionale il 14 gennaio 2004, nell'amichevole Tunisia-Benin (2-0). Ha partecipato, con la Nazionale, alla Coppa d'Africa 2004. Ha collezionato in totale, con la maglia della Nazionale, 3 presenze.